# Nannestad
Nannestad – norweskie miasto i gmina leżąca w okręgu Akershus.
Nannestad jest 260. norweską gminą pod względem powierzchni.

## Demografia
Według danych z roku 2005 gminę zamieszkuje 10 141 osób, gęstość zaludnienia wynosi 29,75 os./km². Pod względem zaludnienia Nannestad zajmuje 102. miejsce wśród norweskich gmin.
| ludność stan na 1 stycznia 2005 |         |           |        |
|                                 | kobiety | mężczyźni | razem  |
| osób                            | 5071    | 5070      | 10 141 |
| %                               | 50%     | 50%       | 100%   |

| wykształcenie stan na 1 października 2004 |        |         |        |        |
|                                           | podst. | średnie | wyższe | niezn. |
| osób                                      | 1870   | 4596    | 1078   | 200    |
| %                                         | 24,15% | 59,35%  | 13,92% | 2,58%  |

## Edukacja
Według danych z 1 października 2004:
- liczba szkół podstawowych (norw. grunnskolar): 5
- liczba uczniów szkół podst.: 1498

## Władze gminy
Według danych na rok 2011 administratorem gminy (norw. rådmann) jest Jon Sverre Bråthen, natomiast burmistrzem (norw. ordfører, d. borgermester) jest Anne-Ragni A. Arntzen.